# Catedral de Santa María (Anagni)

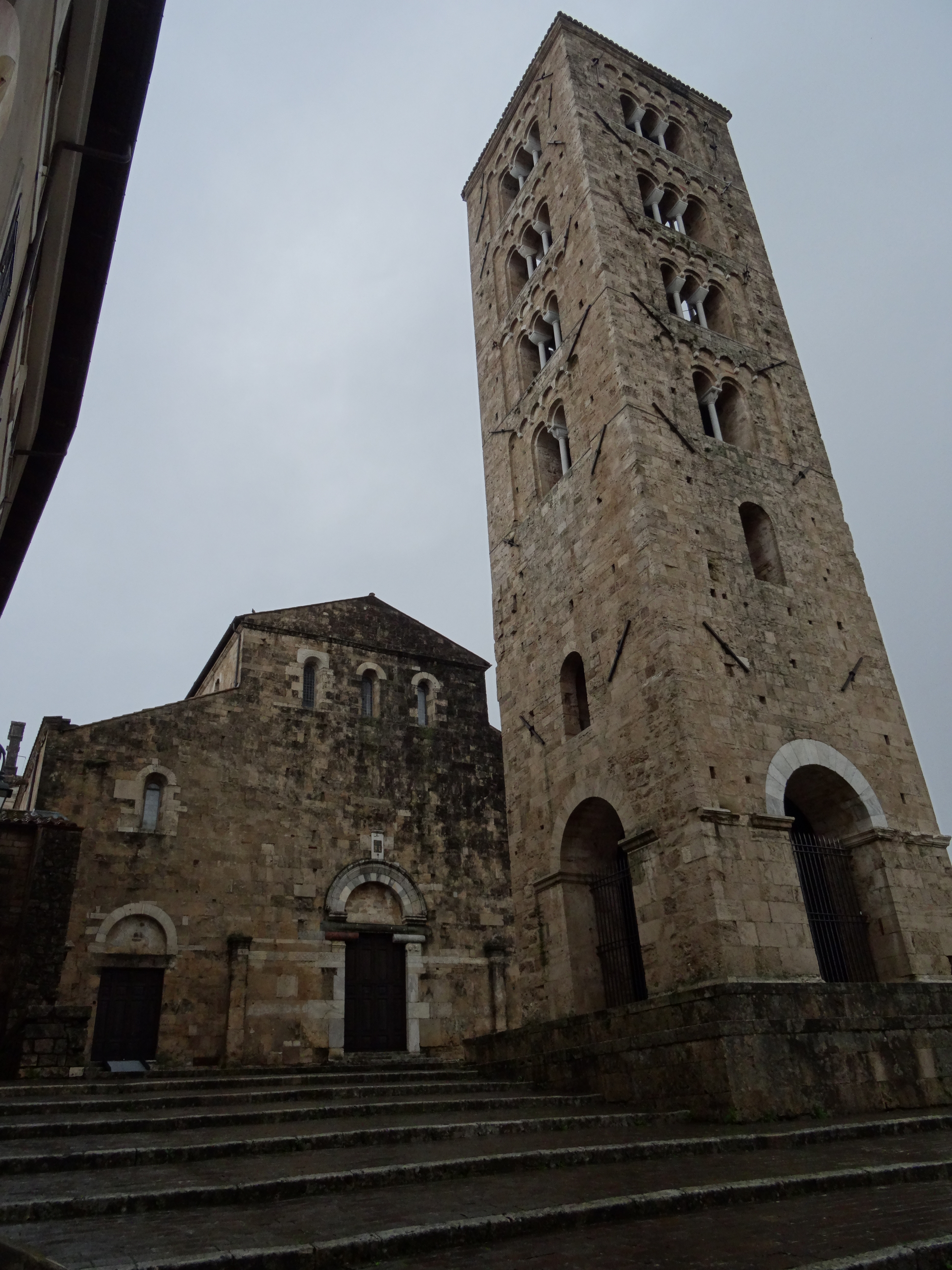
Fachada de la Catedral de Anagni

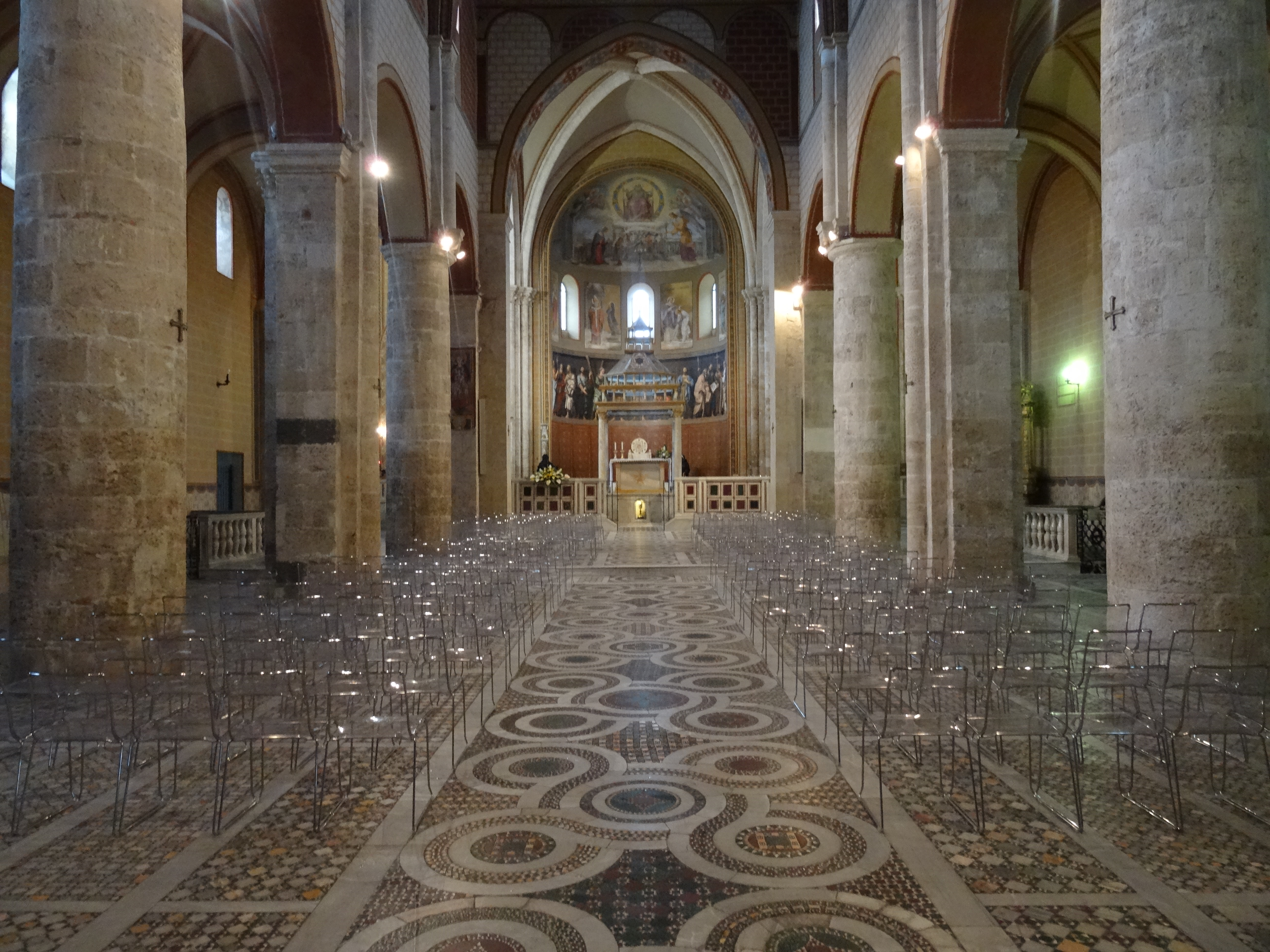
Interior y altar

La Catedral-Basílica de Santa María es el principal edificio religioso de la ciudad de Anagni (Lacio, Italia). Está dedicada a la Asunción de María.
El comienzo de la construcción de la Catedral de Anagni en su forma actual se remonta a San Pedro de Salerno, obispo de Anagni de 1062 a 1105. En su cripta se conserva uno de los más importantes ciclos de frescos de la Edad Media italiana. Se trata de más de 50 recuadros e innumerables frisos que forman parte de un único proyecto, obra de maestros y talleres diversos. El taller del llamado Primer maestro, al que se remonta íntegramente el ciclo apocalíptico y al que quizá se le encargó la realización del todo el proyecto, es probable que trabajara en la época de Inocencio III, siguiendo la sensibilidad y el magisterio de este Papa.
En esta catedral fue canonizada Santa Clara de Asís, y además en este templo se encuentran las reliquias de San Magno de Anagni, patrono de la ciudad.